# Louis de Chénier
Louis de Chénier, né le 8 juin 1722 à Limoux et mort le 15 mai 1796 à Paris, est un négociant qui devint un diplomate de Louis XVI et auteur d'ouvrages relatifs à ses expériences.
Il est notamment le père du poète André Chénier et du dramaturge et député Marie-Joseph Chénier.

## Biographie
Louis de Chénier naquit le 8 juin 1722 à Limoux,, dans l'actuel département français de l'Aude. Sa famille était issue d'une lignée de drogman auprès de la Sublime Porte.
Il « se désista de ses droits pour son patrimoine en faveur de sa sœur » [et] partit pour Constantinople (Turquie, à l'époque l'Empire ottoman), où il dirigea rapidement une maison de commerce. Il épousa sur place Élisabeth Sant-Lomaca-Chénier, une grecque de Constantinople et auteur de Lettres grecques, qui lui donna une fille et trois fils : Hélène de Chénier (1758-1797), Louis Sauveur de Chénier (1761-1823), André Chénier (1762-1794), et le cadet Marie-Joseph Chénier (1764-1811), tous nés à Constantinople.
Il revint en France et accompagna en Afrique le comte de Brugnon que le roi Louis XVI « envoya pour conclure un traité avec l'[empereur] de Maroc ». Pour en gratifier Louis de Chénier, le roi de France l'institua consul général et, peu près, « chargé d'affaires auprès de cette puissance barbaresque ».
Il demeura au Maroc jusqu'en 1784, date à laquelle il regagna la France « où il reçut son traitement de retraite ». Il mit « en ordre les différents matériaux qu'il avait rassemblés et fit paraître en 1787 ses Recherches sur les Maures, qui fut suivi des Révolutions de l'empire Othoman », ainsi que ses Recherches historiques sur les Maures, et l'Histoire de l'empire de Maroc. Deux ans plus tard, fut édité  Révolutions de l'empire Othoman et observations sur ses progrès et sur ses revers et, sur l'état présent de cet Empire.
Tandis que son fils cadet, Marie-Joseph Chénier (1764-1811), épousait les idées de la révolution jacobine et devint un dramaturge célèbre et député sous la Convention, l'aîné, André Chénier (1762-1794), ami de François de Pange, poète précurseur du romantisme, dont les convictions étaient plus modérées, fut condamné et guillotiné le 25 juillet 1794 pour avoir dénoncé les excès de la Révolution.
Il mourut à Paris, le 15 mai 1796, à l'âge de 73 ans.

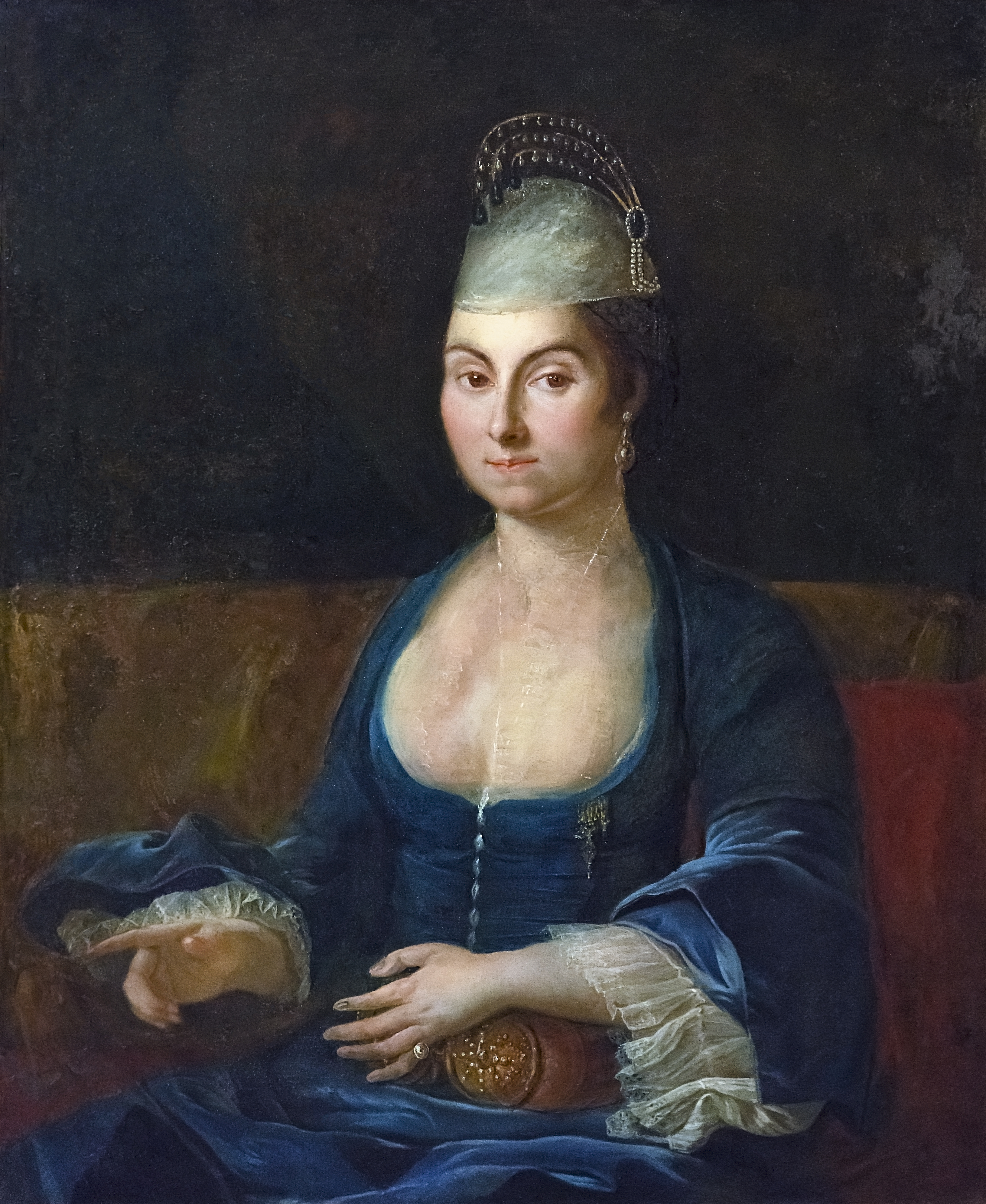
Élisabeth Sant-Lomaca-Chénier.
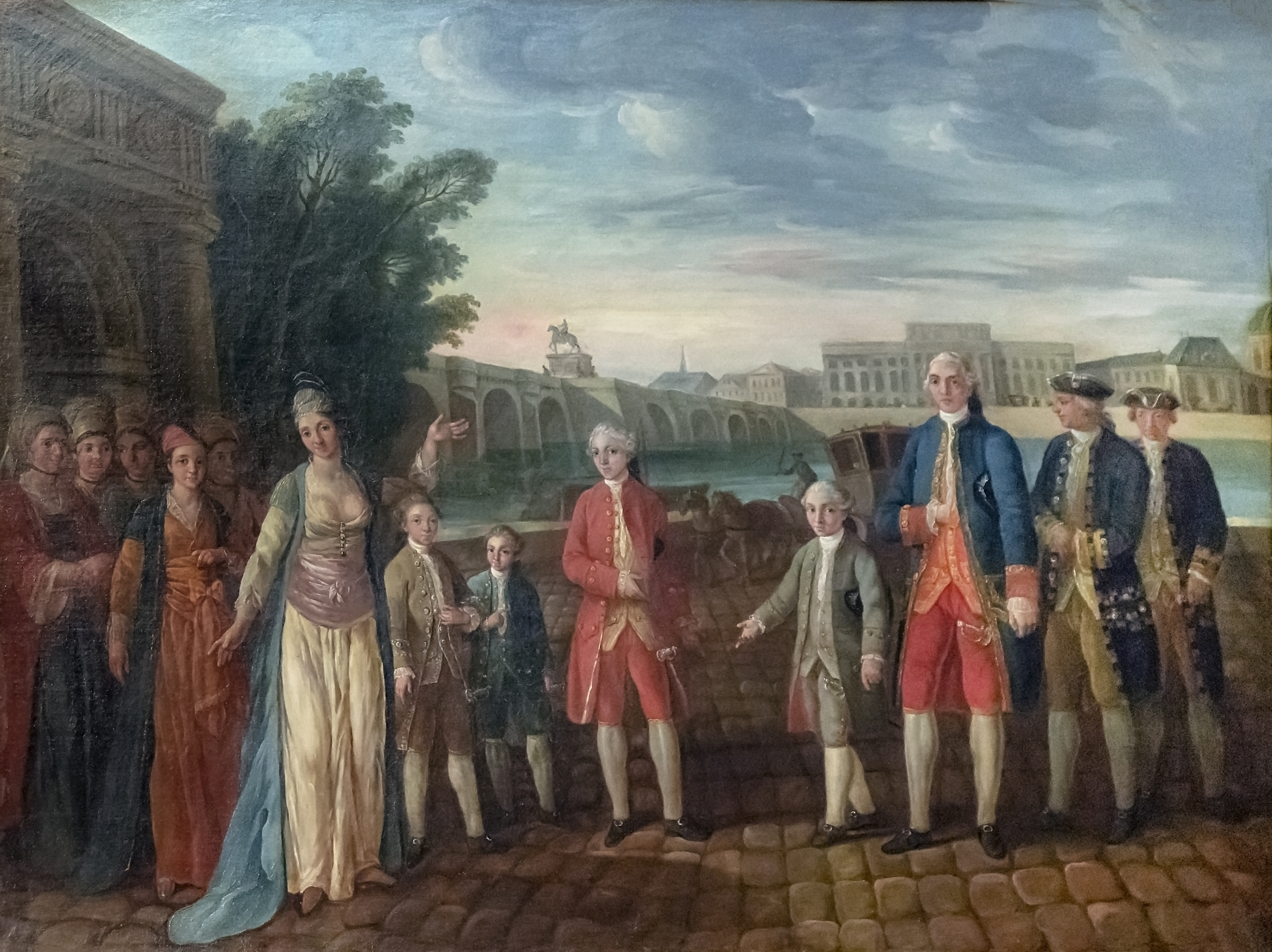
La famille Chénier en 1783 à Paris.
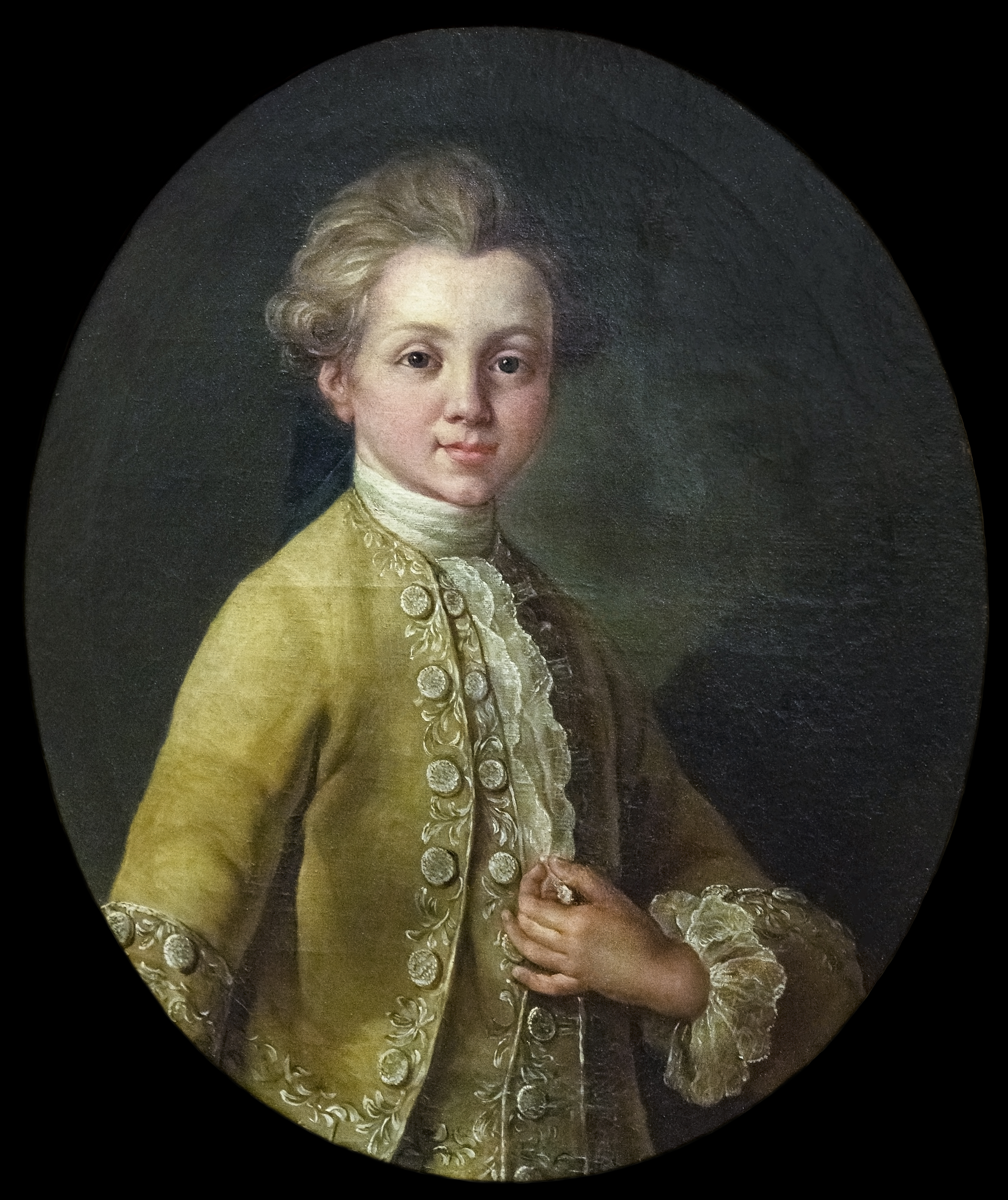
André en 1773.
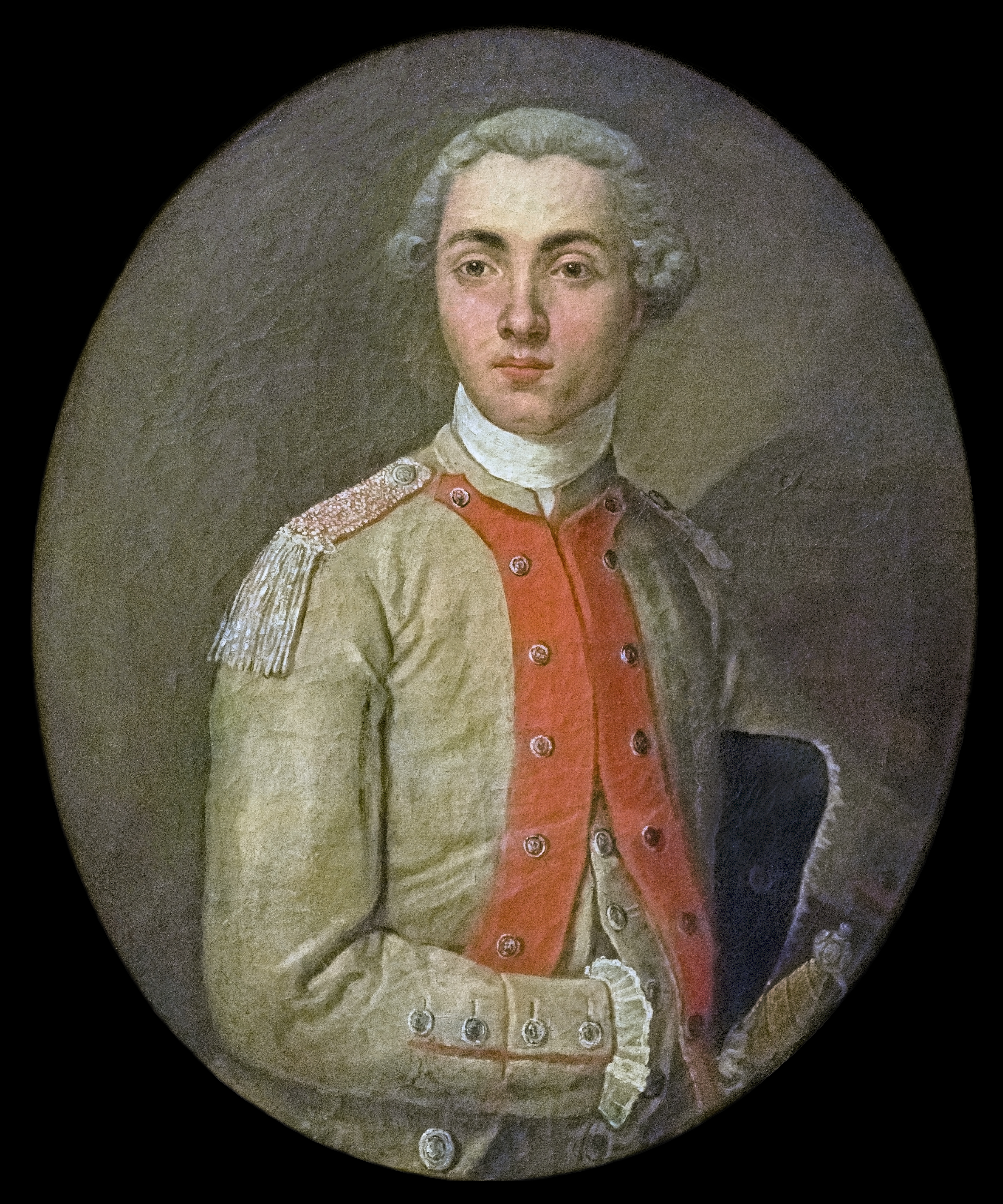
Louis Sauveur en 1773.

## Œuvres historiques
Louis de Chénier a publié trois ouvrages intitulés Recherches historiques sur les Maures, et Histoire de l'Empire de Maroc,,, ainsi que Révolutions de l'empire Othoman et Observations sur ses progrès et sur ses revers et, sur l'état présent de cet Empire.
Ces livres sont une source importante sur l'histoire du Maroc (qu'il nomme Empire de Maroc) entre le début de la conquête islamique et le XVIIIe siècle. L'auteur y mentionne des informations sur des personnages illustres tel que Tariq (qu'il écrit Tharek ou Tarek) ibn Ziyad, les circonstances de la mort au Maroc du dernier roi de Grenade Boabdil (Abu Abdallah)…
Les ouvrages apportent également des informations sur les Andalous du Maroc, les us et coutumes des habitants (habillement, artisanat, etc.), la cartographie de l'Empire au XVIIIe siècle et la répartition des principales tribus qui composent le pays à cette époque, des descriptions du makhzen et de la cour du sultan.

## Pour approfondir